# Aston (Herefordshire)
Aston – przysiółek w Anglii, w hrabstwie Herefordshire, w dystrykcie (unitary authority) Herefordshire. Leży 4,2 km od miasta Leominster, 22,6 km od miasta Hereford i 203,4 km od Londynu. W latach 1870–1872 osada liczyła 109 mieszkańców.